# Giovanni Domenico da Nola
Giovanni Domenico da Nola (även Nolla), född omkring 1510 i Nola, död i maj 1592, var en italiensk renässanskompositör och -poet.
Giovanni Domenico da Nola var en av grundarna av Accademia dei Sereni 1546-47, tillsammans med bland andra Luigi Dentice och Marchese della Terza, som var Orlando di Lassos beskyddare. Nola utnämndes till maestro di cappella vid Santa Annunziata i Neapel den 1 februari 1563, en post han innehade till sin död 29 år senare. Han var även sånglärare för kvinnorna vid därvarande ospedali och för seminariets diakoner.
Nolas första publikation bestod av två böcker Canzoni villanesche 1541, vilka innehöll 31 villanescas och 11 mascheratas. De sattes mycket högt av Nolas samtida; arrangemang av dessa verk gjordes av Lasso, Hubert Waelrant, Adrian Willaert, Baldassare Donato, Perissone Cambio och Antonio Scandello. Poesin i böckerna är ofta humoristisk och anspelar på lokal dialekter och uttryckssätt; musikaliskt gör använder kompositionerna på ett skickligt sätt bruk av imitation och avsiktliga kvintparalleller.